# Lniště (Slavče)
Lniště je malá vesnice, část obce Slavče v okrese České Budějovice v Jihočeském kraji. Nachází se asi 3,5 kilometru severně od Slavče. Je zde evidováno 26 adres. V roce 2011 zde trvale žilo šestnáct obyvatel.
Lniště leží v katastrálním území Mohuřice o výměře 5,12 km².

## Historie
První písemná zmínka o vesnici pochází z roku 1351.

## Obyvatelstvo
| Rok            | 1869 | 1880 | 1890 | 1900 | 1910 | 1921 | 1930 | 1950 | 1961 | 1970 | 1980 | 1991 | 2001 | 2011 | 2021 |
| -------------- | ---- | ---- | ---- | ---- | ---- | ---- | ---- | ---- | ---- | ---- | ---- | ---- | ---- | ---- | ---- |
| Počet obyvatel | 146  | 164  | 164  | 162  | 150  | 152  | 137  | 84   | 62   | 45   | 20   | 10   | 12   | 16   | 27   |
| Počet domů     | 27   | 29   | 28   | 30   | 31   | 31   | 33   | 30   | 30   | 19   | 13   | 8    | 28   | 30   | 28   |

## Obecní správa
Při sčítání lidu v letech 1850–1869 Lniště bylo osadou obce Březí v okrese Budějovice. V letech 1869–1880 bylo osadou obce Otěvěk v okrese Budějovice. V letech 1880–1960 bylo znovu osadou obce Březí, se kterým patřil nejprve do okresu České Budějovice (v letech 1890–1910 Budějovice) ale v roce 1950 v okrese Trhové Sviny a od roku 1960 v okrese České Budějovice. Od 12. června 1960 do 13. června 1964 bylo osadou obce Mohuřice v okrese České Budějovice. Od 14. června 1964 je částí obce Slavče v okrese České Budějovice.

## Pamětihodnosti

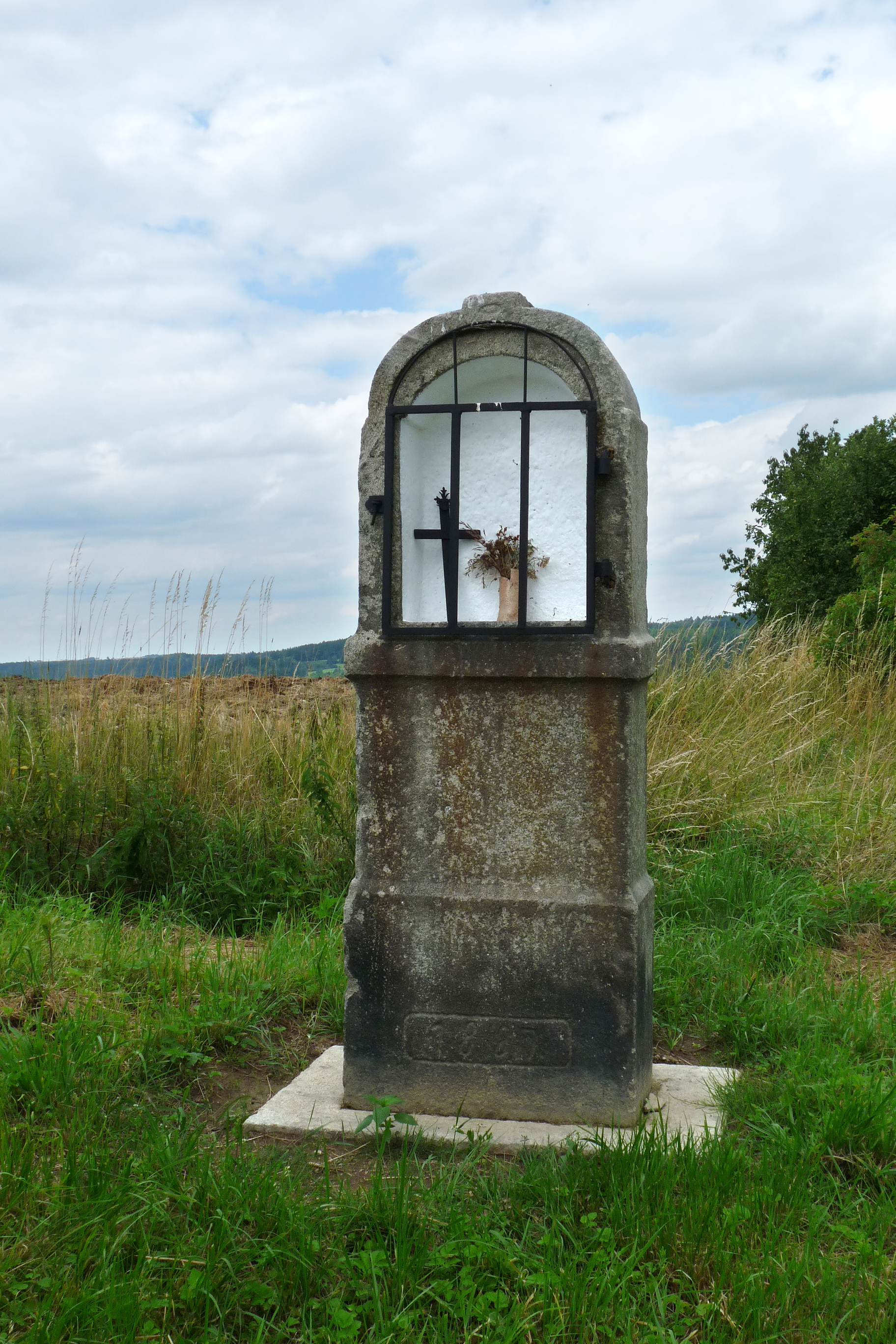
Kaplička východně od vsi

- Dvojice památkově chráněných božích muk
- Kaple
- Kapličky na východě a jihovýchodě vesnice na plních cestách
- Pomník obětem světových válek
- Kříž u lesa při silnici ke vsi
- Lidová architektura
- Lniště může být výchozím bodem pro návštěvu přírodní památkyĎáblík nebo technické památky Buškův Hamr vzdálené od obce přibližně 500 metrů lesní pěšinou, která vede údolím Hamerského potoka.